# Купрес, Милош
Милош Купрес (серб. Милош Купрес; 1920, Кожухе — ночь с 12 на 13 января 1942, Турия) — югославский партизан времён Народно-освободительной войны Югославии, Народный герой Югославии.

## Биография
Родился в 1920 году в селе Кожухе около Добоя. До войны работал крестьянином. Член Коммунистической партии Югославии с 1941 года. На фронте с 1941 года. Командовал Шахтёрской ротой Ударного батальона Озренского партизанского отряда. В ночь с 12 на 13 января 1942 года ввязался в бои под деревней Турия около Лукавца против мусульманской милиции и погиб. 24 июля 1953 указом Иосипа Броза Тито награждён орденом и званием Народного героя Югославии.